# Leuciris paecilmidia
Leuciris paecilmidia är en fjärilsart som beskrevs av Butler 1881. Leuciris paecilmidia ingår i släktet Leuciris och familjen mätare. Inga underarter finns listade i Catalogue of Life.